# Wasserwerk Trachau

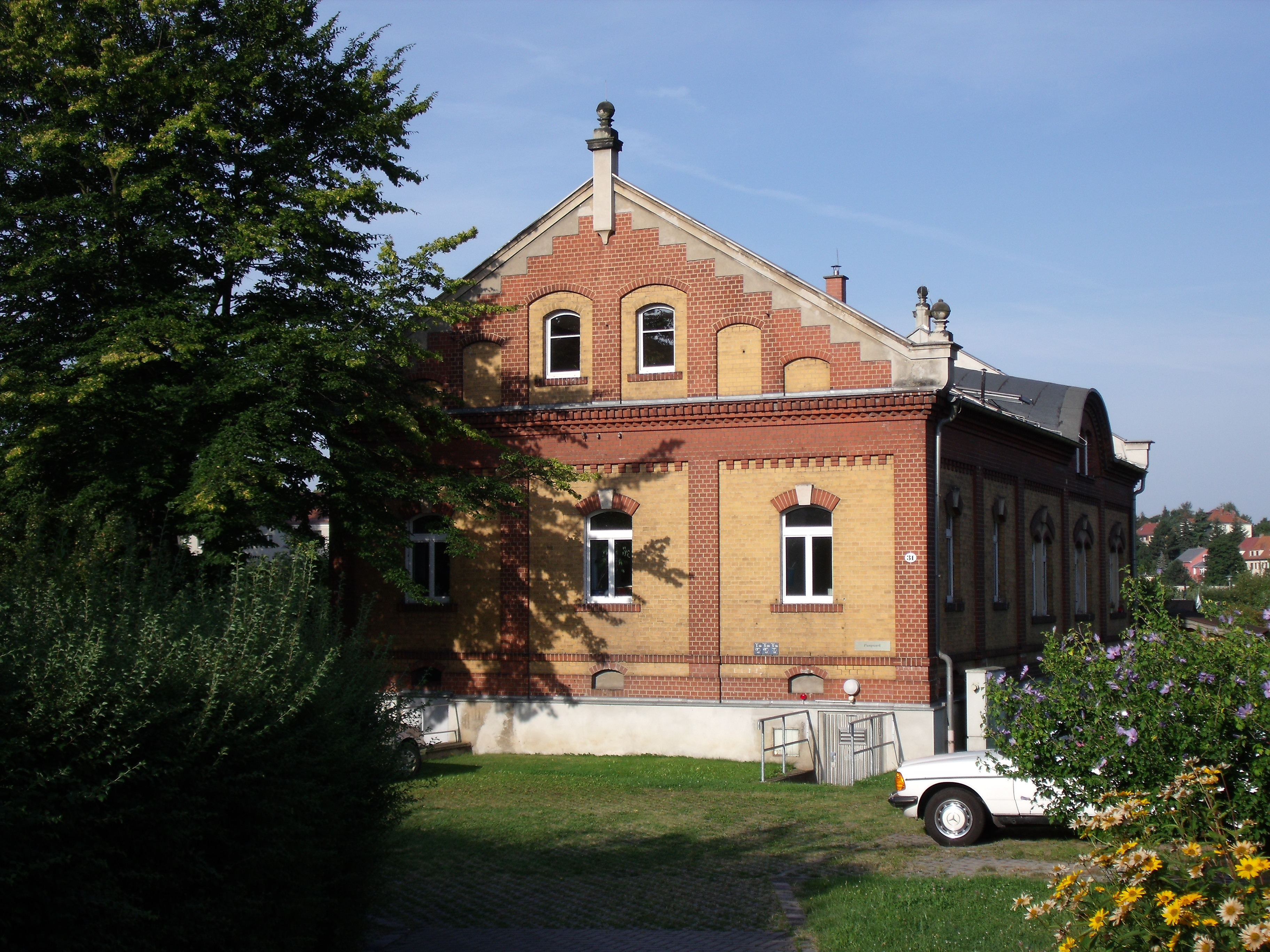
Wasserwerk Trachau

Das Wasserwerk Trachau in Dresden-Trachau, Aachener Straße 31, ist ein technisches Kulturdenkmal aus der Zeit um 1900, das heute als Mehrfamilienwohnhaus sowie zum Betrieb einer Pumpstation genutzt wird.

## Lage und Umgebung
Die Umgebung ist geprägt durch eine villenartige Bebauung, Kleingärten, die Großsiedlung Trachau und den nordwestlichen Dresdner Elbhang. In unmittelbarer Nähe befinden sich der Schützenhof, heute Sitz der Sächsischen Landeszentrale für politische Bildung, und die Apostelkirche.

## Architektur

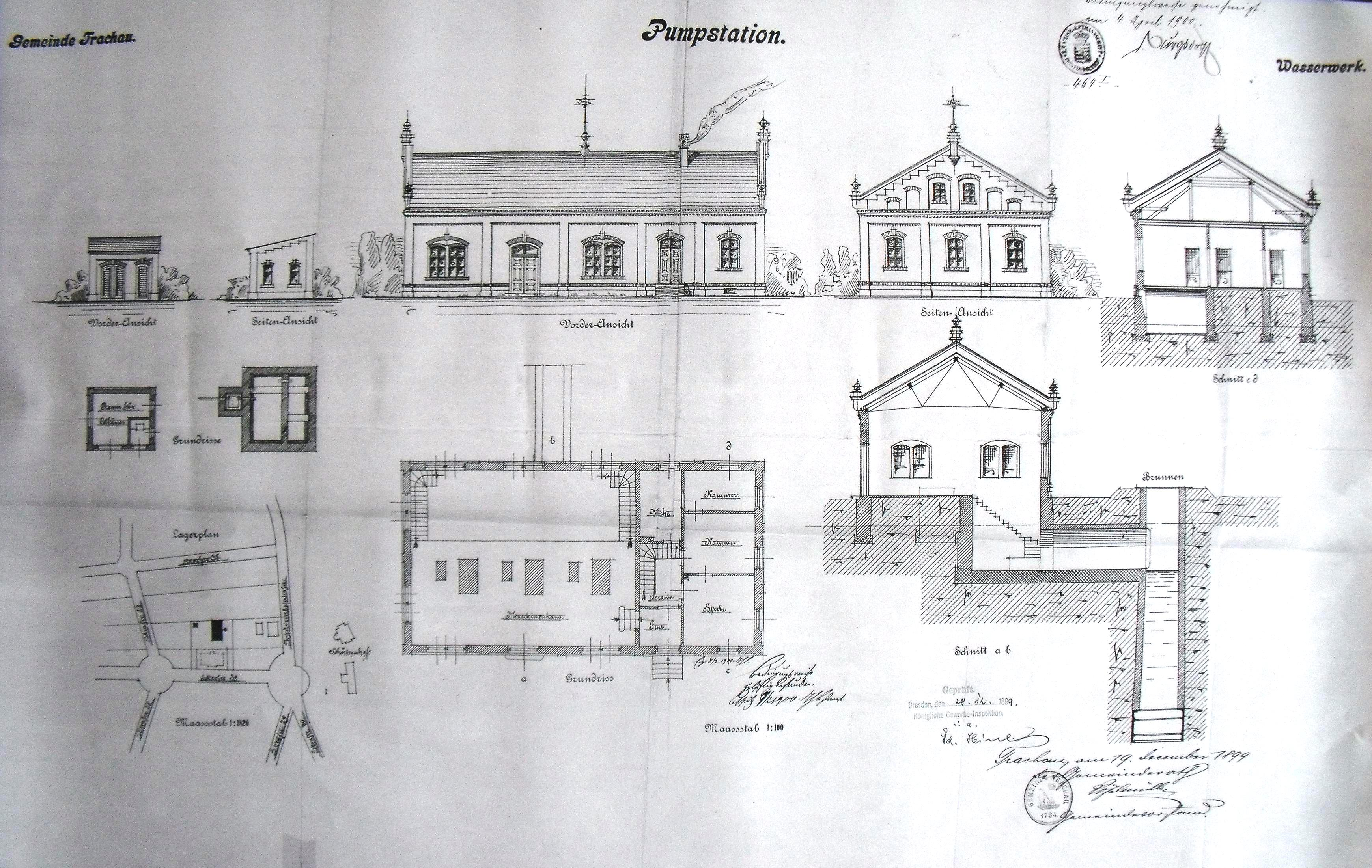
Bauzeichnung von 1899

Es handelt sich um einen teilunterkellerten Massivbau aus dem Jahr 1900 in giebelständiger Bauweise. Auf den Schildgiebeln befinden sich vier Zierelemente. Die Fassade ist durch den Wechsel von roten und gelben Vormauerziegeln gestaltet. Eine Besonderheit ist die gemauerte Rundgaube ohne Gaubenwangen auf der Nordseite des Gebäudes. Der Baukörper hat eine Grundfläche von zirka 11 m × 21 m und ist etwa 8 m hoch. Das Gebäude wurde in seiner ursprünglichen Form vom Dresdner Architekten und Baumeister Fritz Mühlberg geplant.

## Geschichte des Gebäudes
Im Jahr 1895 beschloss die damals noch selbstständige Gemeinde Trachau den Bau eines Wasserwerks und die Anlage eines Kanalisationssystems. 1897 wurde zunächst mit der Anlage von Abwasserschleusen begonnen. 1898 wurde für den geplanten Bau des Wasserwerks die Aachener Straße angelegt, die zunächst Burgsdorffstraße hieß, womit der damalige Amtshauptmann von Dresden-Neustadt, Curt Ludwig Franz von Burgsdorff (1849–1922), geehrt wurde. Bereits 1902 wechselte die Straße jedoch ihren Namen. Im Jahr 1899 erfolgte schließlich die Grundsteinlegung für das gemeindeeigene Wasserwerk, das am 3. August 1900 im Beisein des Amtshauptmanns von Craushaar feierlich eingeweiht wurde. Das Versorgungsgebiet des neuen Wasserwerks umfasste neben Trachau auch Teile von Kaditz. Am 11. Juni 1901 bezog das erste Haus in Neukaditz, das Friedrich-August-Haus an der Leipziger Straße, Wasser aus dem Trachauer Werk.
Obwohl schon bald die meisten Häuser in Trachau und Neukaditz angeschlossen waren und vom Gemeinderat die Versorgung Micktens und der Oberlößnitz erwogen wurde, erwies sich das Wasserwerk nach der Eingemeindung zur Stadt Dresden aus Sicht der Dresdner Behörden als unwirtschaftlich. Hinzu kamen hygienische Bedenken. Im Sommer 1909 wurde der Betrieb schließlich eingestellt. Um das Jahr 1924 erfolgte der Umbau zu einem Mehrfamilienwohnhaus.
Das Kulturdenkmal wurde in mehreren Phasen denkmalpflegerisch saniert. Im Jahr 2015 wurden im Rahmen einer energetischen Dachsanierung die vorhandenen Bitumen-Schweißbahnen durch Metallschindeln aus Aluminium ersetzt, die an die ursprüngliche Schieferdeckung erinnern.

## Wassergewinnung

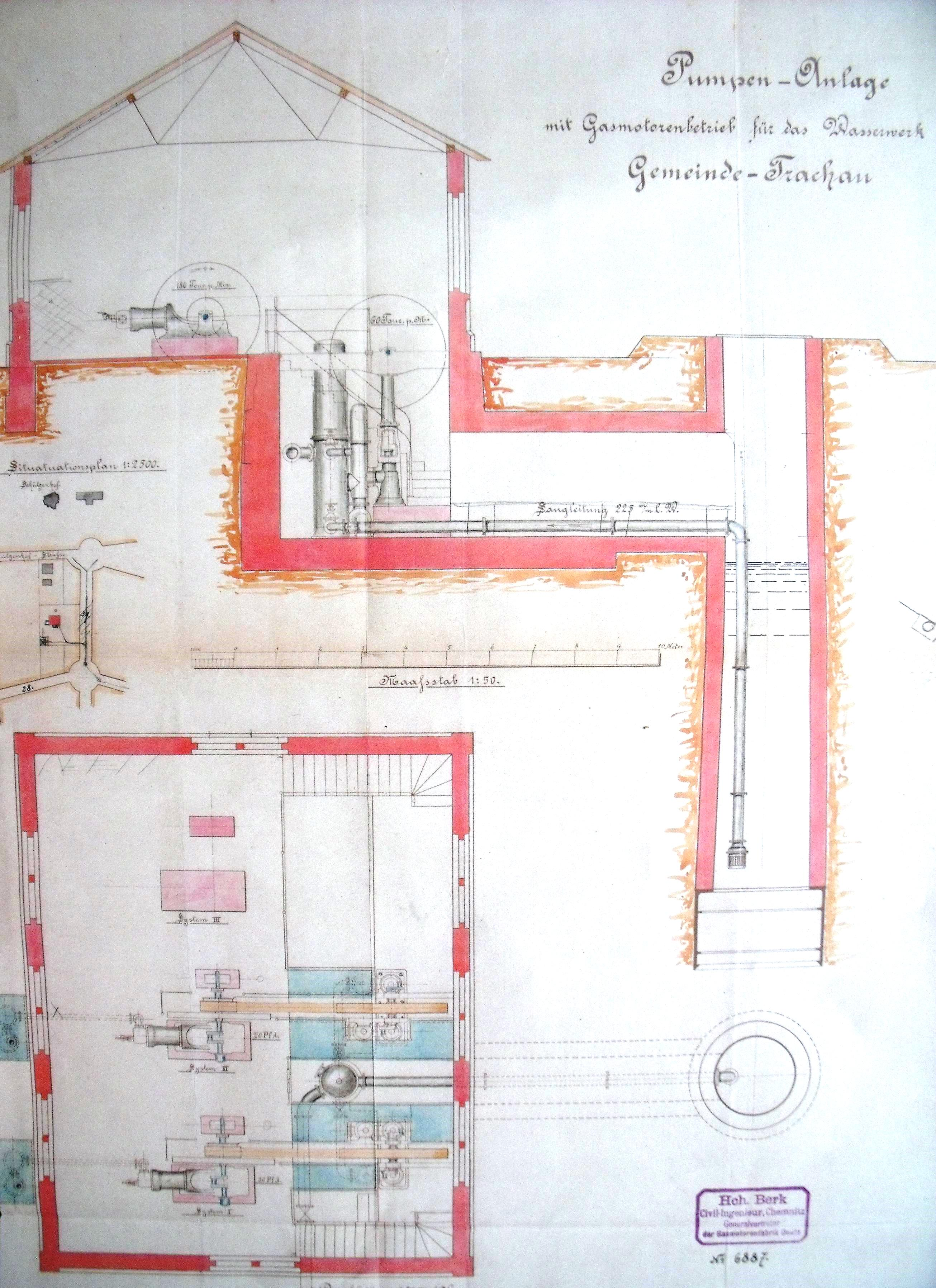
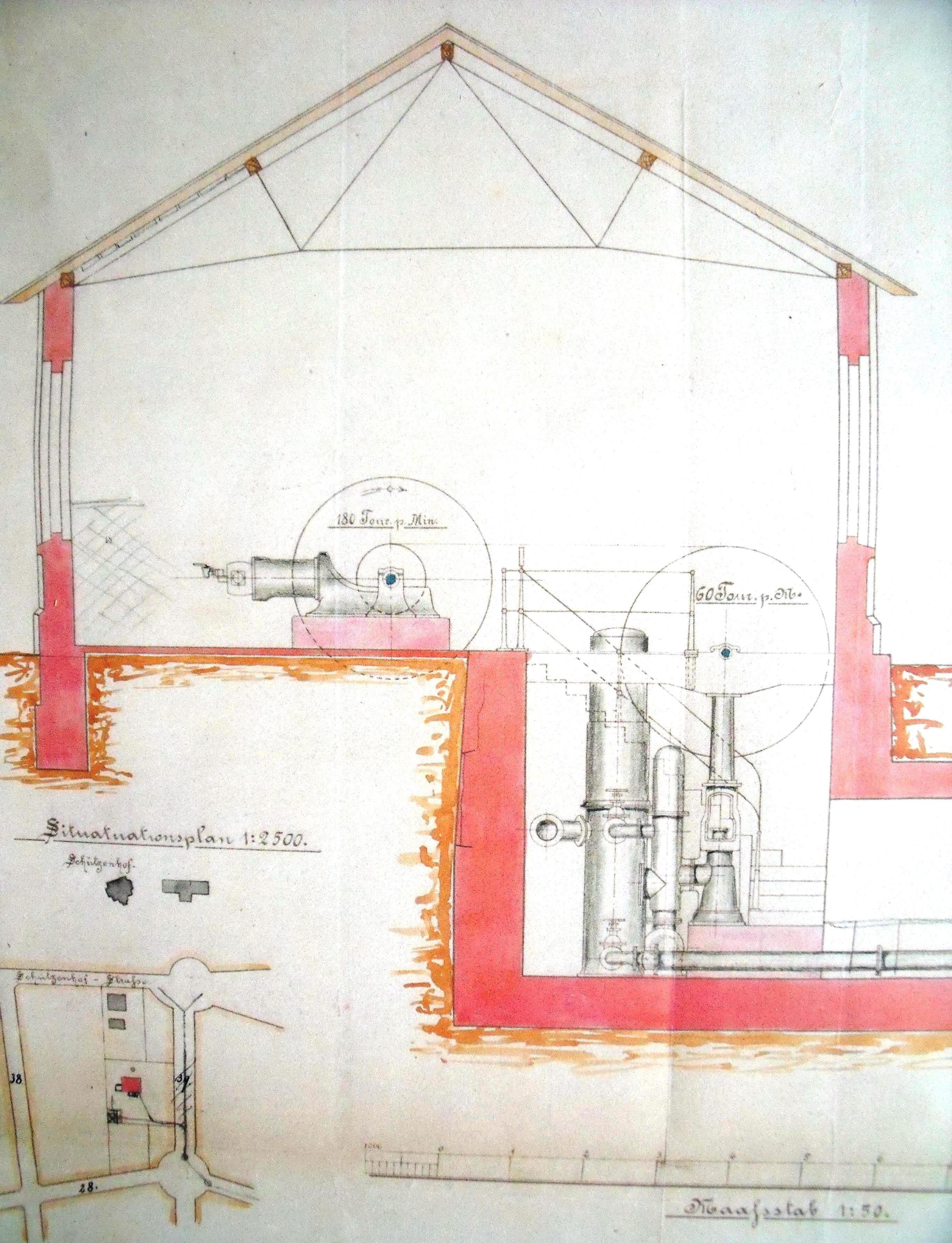
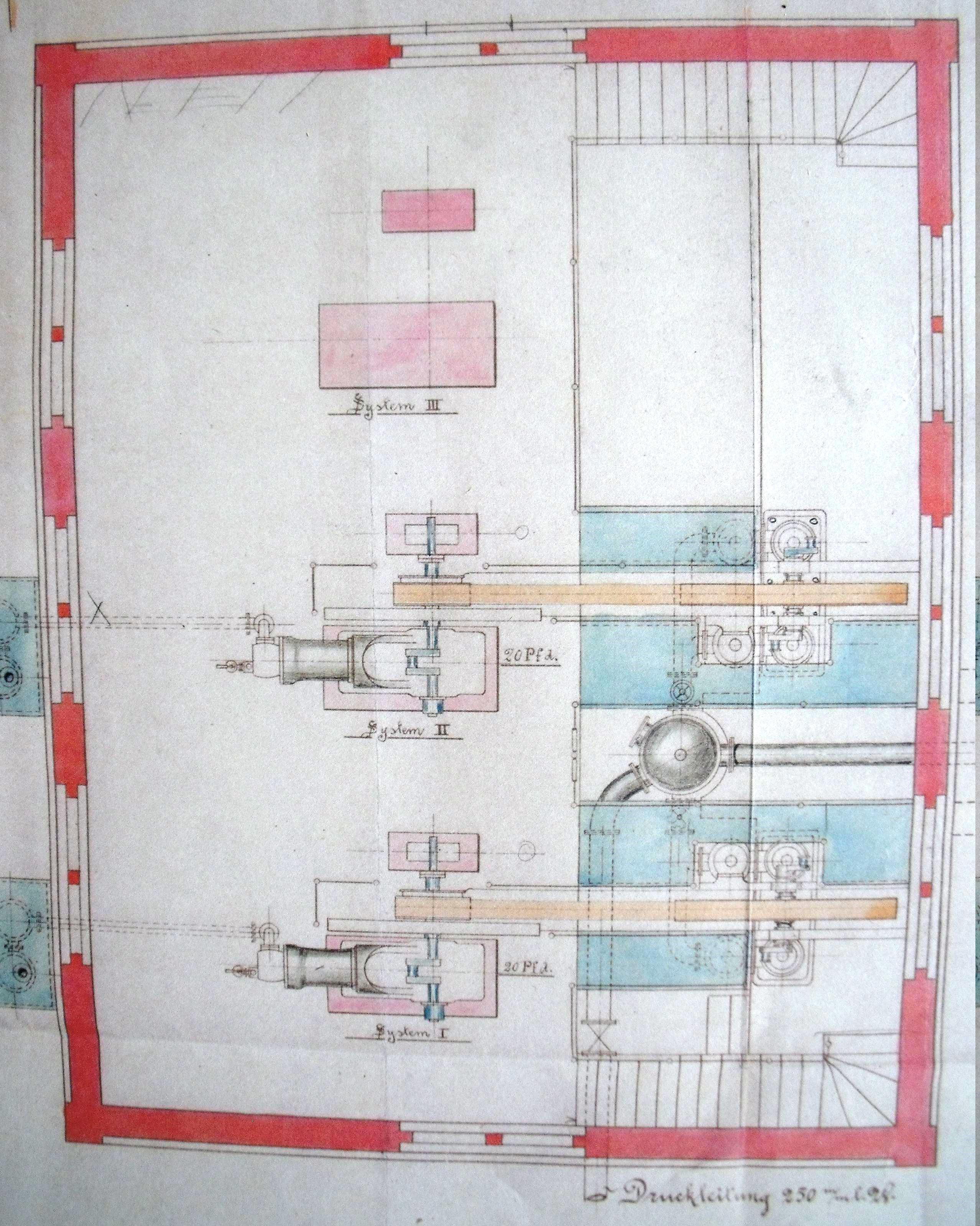

Zur Wassergewinnung wurde neben dem Gebäude ein Brunnen von 3,26 m Durchmesser und 13,0 m Tiefe angelegt, aus dem eine mit einem 20 PS starken Leuchtgasmotor betriebene Pumpe das Wasser zu einem Hochbehälter in der Jungen Heide förderte. Dieser wurde zeitgleich mit dem Wasserwerk nahe der Gaststätte „Glasewalds Ruhe“ errichtet und hatte eine Kapazität von 750 m³. Sein Oberwasserspiegel lag 0,8 m unter dem des Hochbehälters des Wasserwerks Saloppe. Die Förderleistung des Pumpwerks betrug 1440 m³ pro Tag. Obwohl das Maschinenhaus genügend Platz für die Aufstellung von zwei weiteren Pumpen bot, wurde von einer Erweiterung wegen der Möglichkeit der späteren Außerbetriebsetzung abgesehen.

## Derzeitige Nutzung
Heute befindet sich das Gebäude in Privatbesitz und wird weiterhin als Wohnhaus genutzt. Im Haus befindet sich außerdem eine Ferienwohnung. Die DREWAG Stadtwerke Dresden GmbH betreibt im Keller eine Pumpstation, von der unter anderem das nahegelegene Krankenhaus Dresden-Neustadt mit Wasser versorgt wird. Das Wasserwerk Trachau ist auch Anlaufpunkt von touristischen Stadtteilrundgängen.

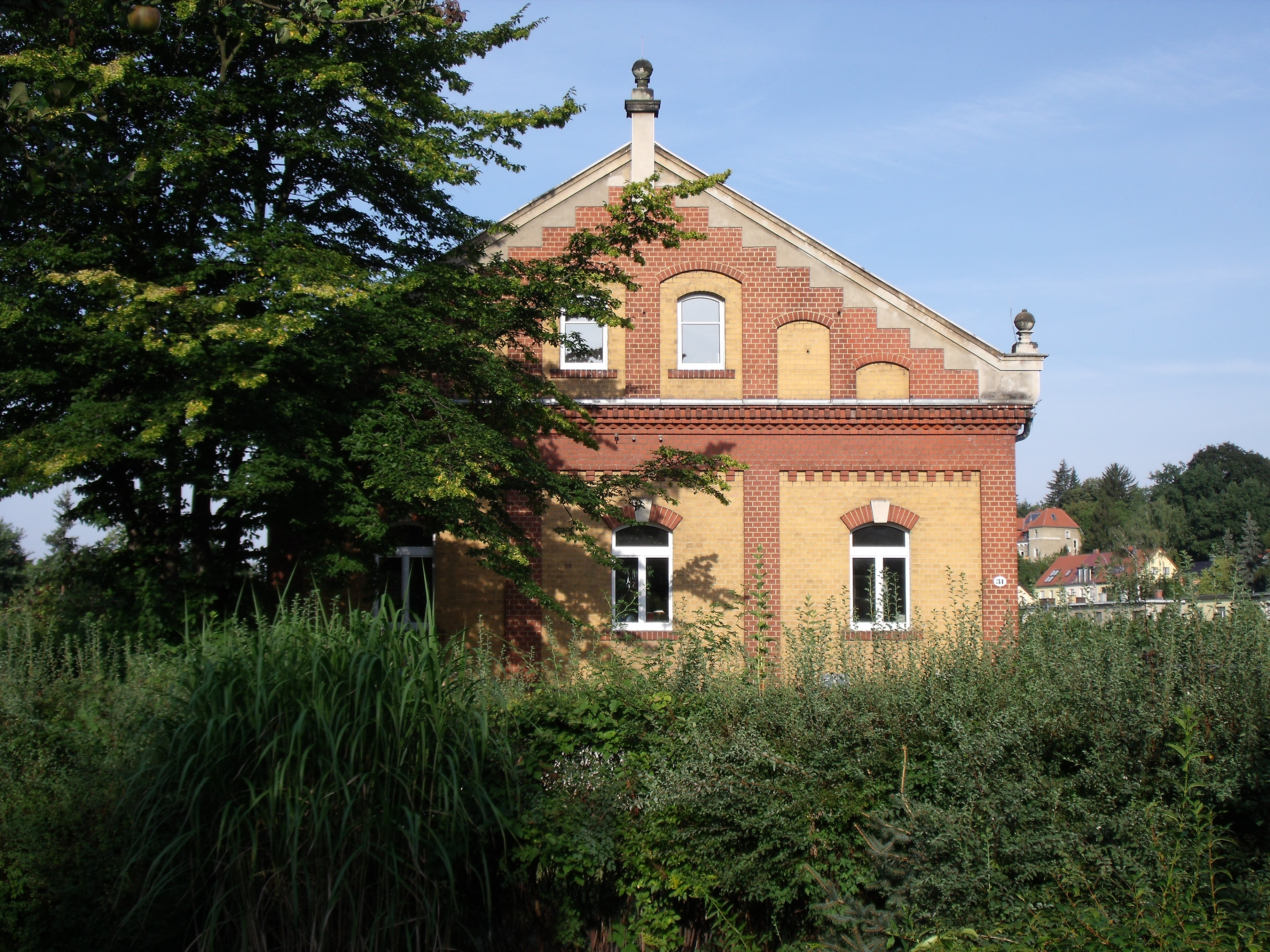
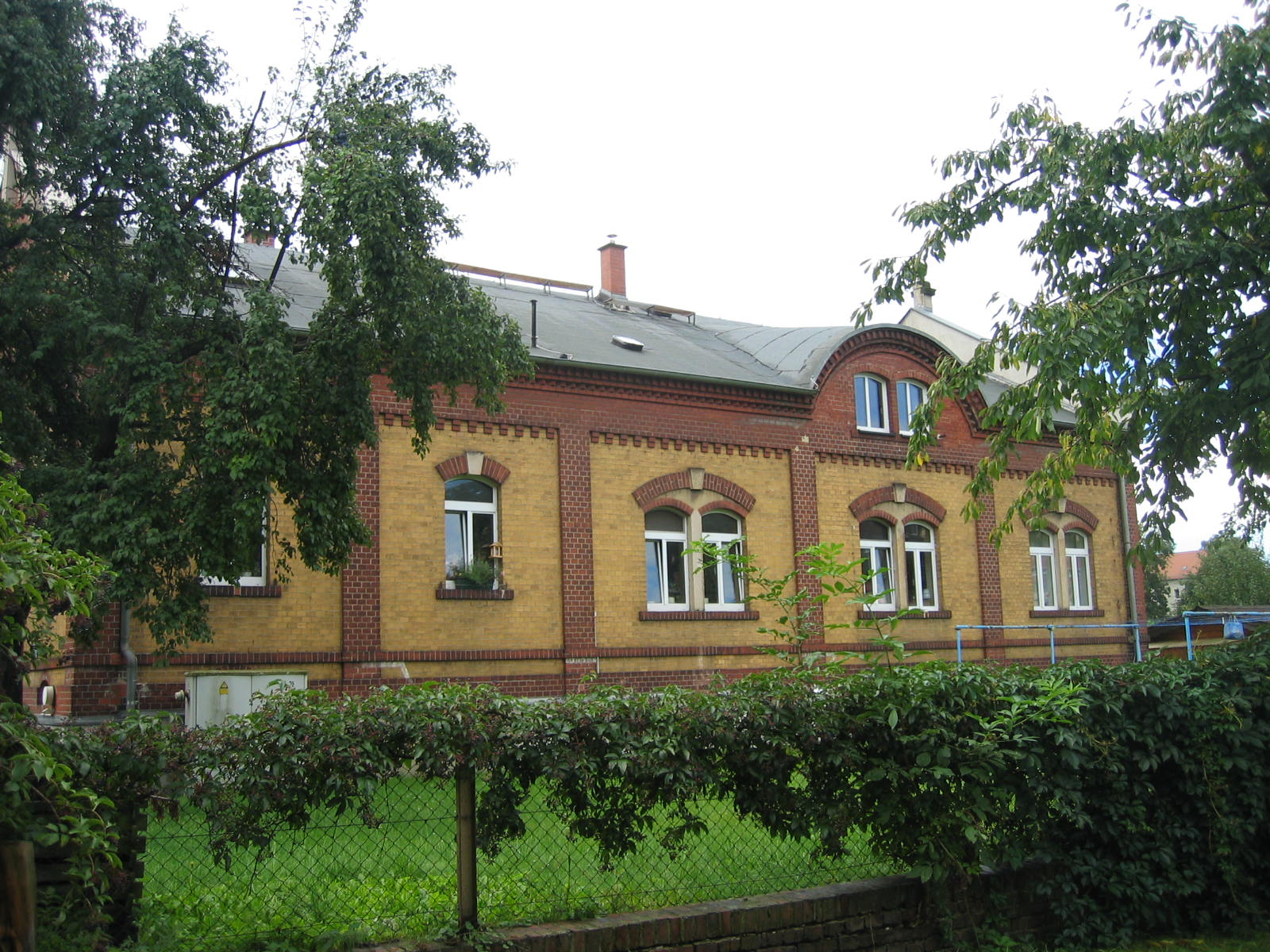
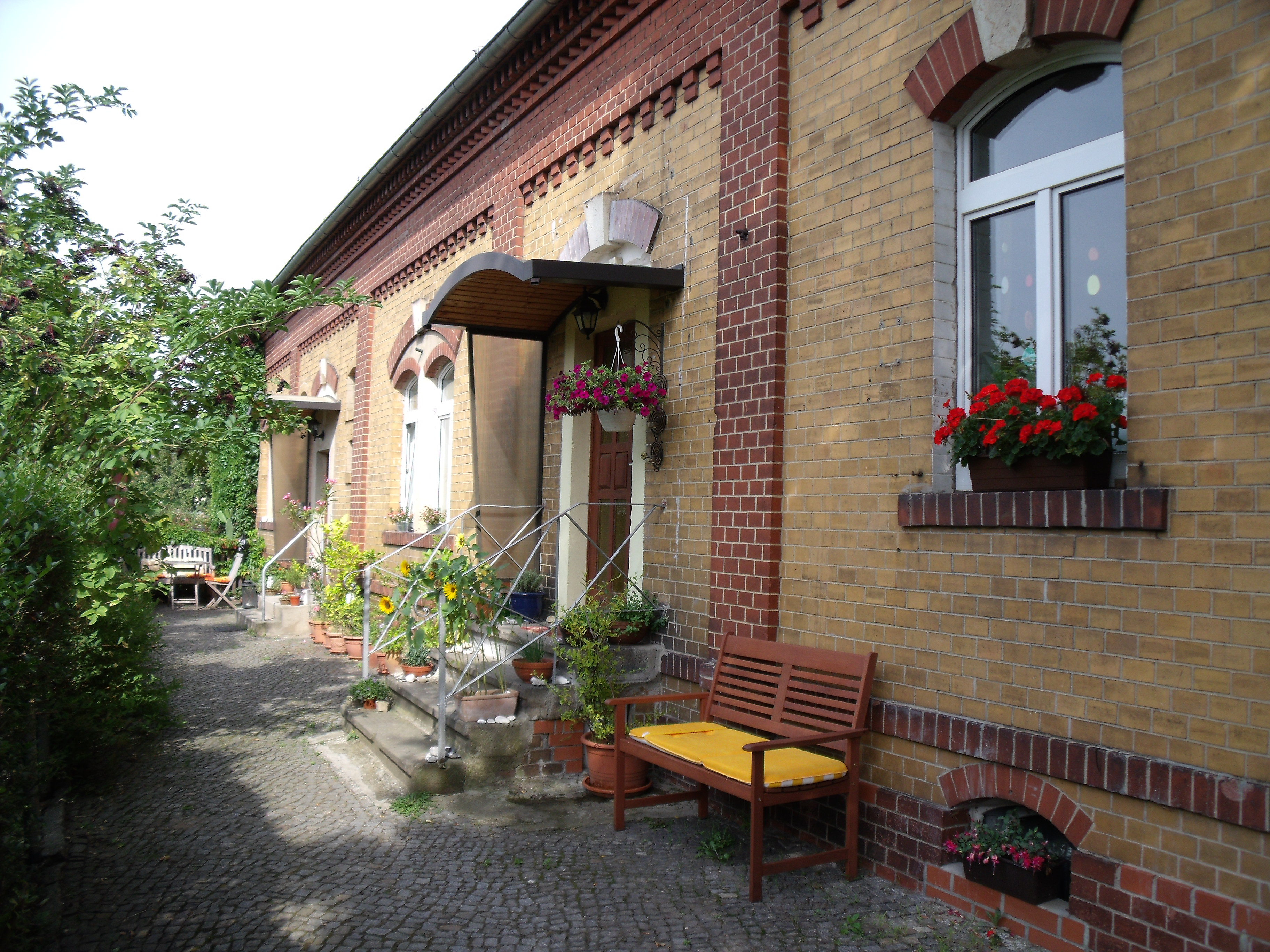
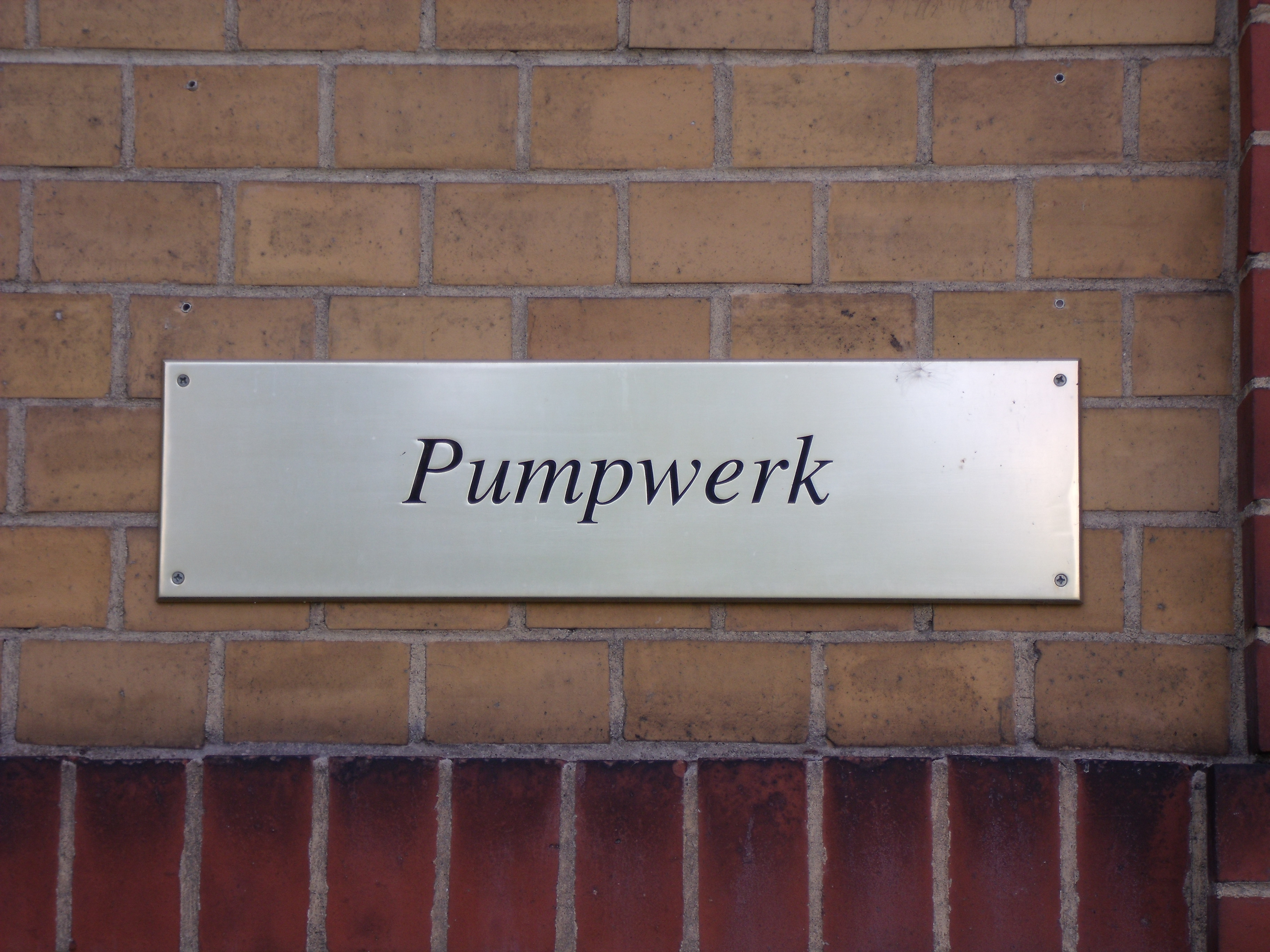
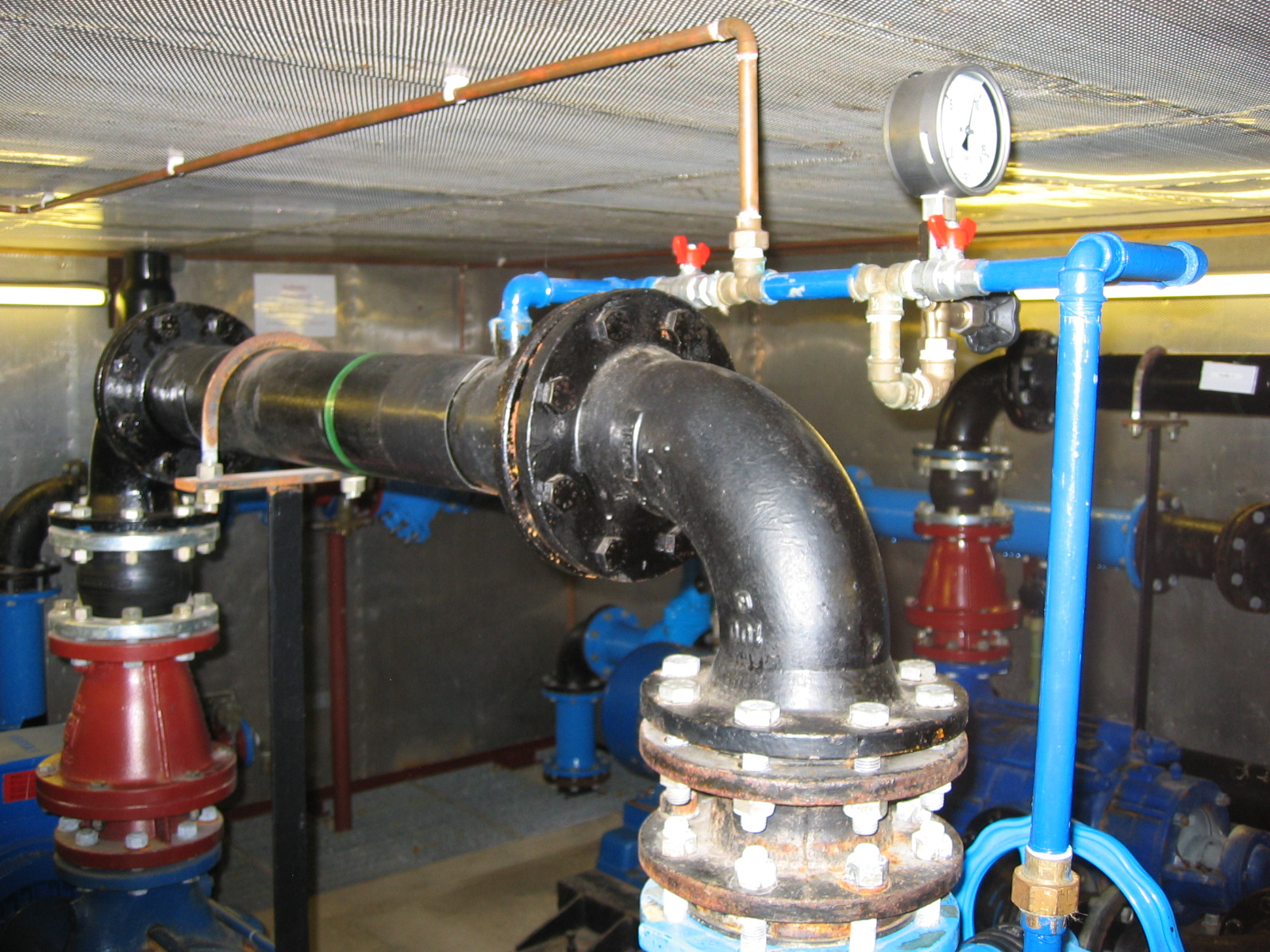
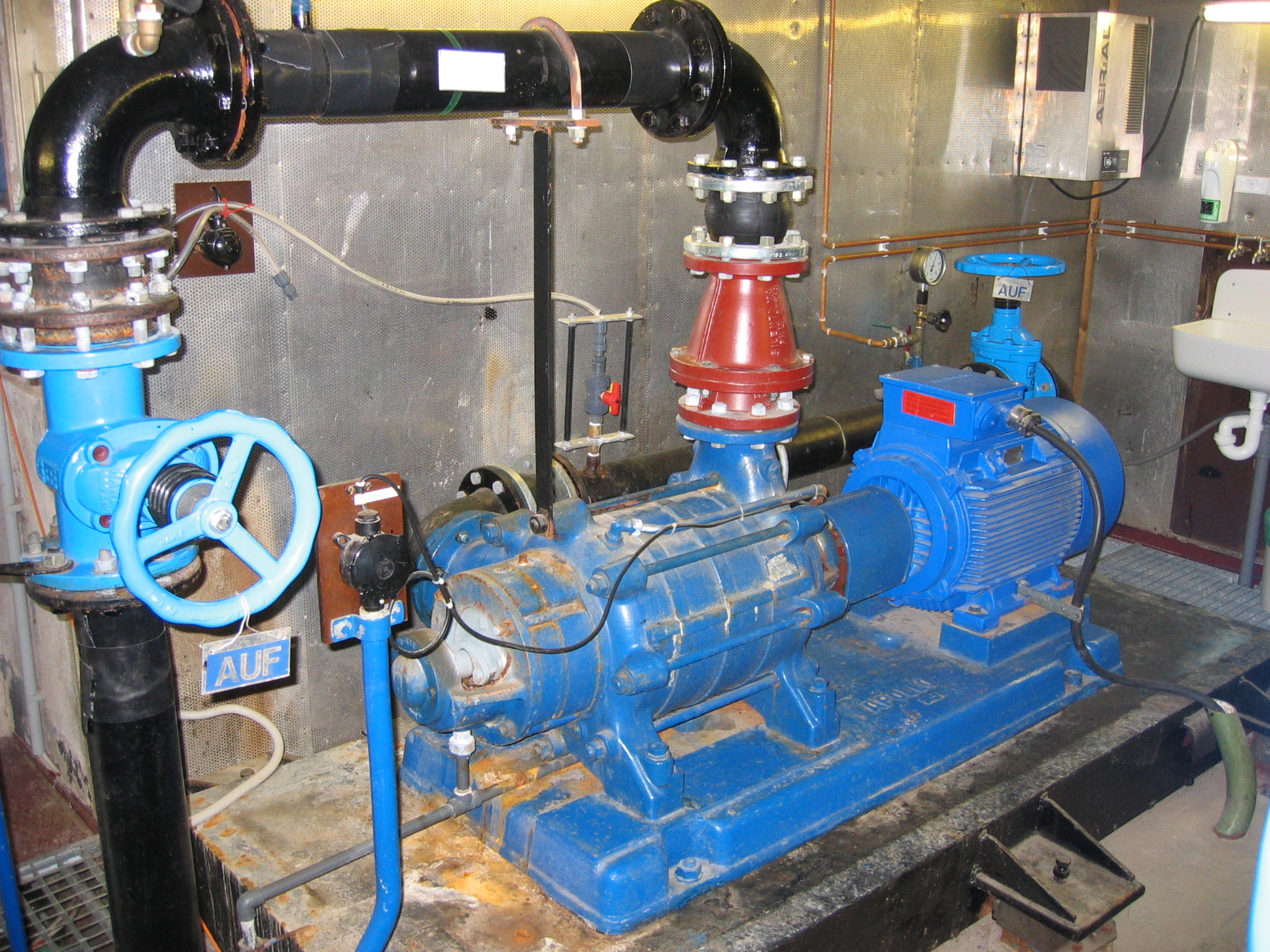

## Trivia
Das Wasserwerk Trachau wird in einem Werk des Lyrikers und Essayisten Heinz Czechowski erwähnt.